# Музей на открито
Музеят на открито, или музей под открито небе, най-общо е музей, чиято експозиция е изложена предимно извън сгради.
Към този вид музеи се отнасят:
- етнопарковете (етнографски музеи) – като Регионален етнографски музей на открито „Етър“,
- парковете със скулптури (като „Вигеланд“) - вкл. лапидариумите,
- повечето паркове с миниатюри (като „Минимундус“) – без експозициите с модели на закрито,
- частично технически музеи – навън се разполагат едри експонати на техниката (транспортна, военна и др.)

В по-тесен смисъл такива са музеите, в които се демонстрират примери на архитектурни сгради и съоръжения. Особен интерес представляват музеите с комплексна реконструкция на миналото, където историческите постройки не са просто отделни експонати, а образуват комплекс от свързани елементи. В някои от тях се демонстрират на живо традиционни занаяти, действие на механизми и машини, дори се предлага превоз с реконструирани остарели превозни средства.
Най-известният музей на открито в България е „Етъра“, представляващ отдалечен квартал на Габрово с възрожденски къщи, работилници и други сгради, в който в допълнение към архитектурните жилищни и стопански обекти майстори демонстрират стари занаяти.